# Naucleopsis ternstroemiiflora
Naucleopsis ternstroemiiflora là một loài thực vật có hoa trong họ Moraceae. Loài này được (Mildbr.) C.C. Berg mô tả khoa học đầu tiên năm 1969.